# Olympische Sommerspiele 2008/Teilnehmer (Bosnien und Herzegowina)
| Gelbes Symbol für Goldmedaillen mit stilisierten Olympischen Ringen | Graues Symbol für Silbermedaillen mit stilisierten Olympischen Ringen | Braundes Symbol für Bronzemedaillen mit stilisierten Olympischen Ringen |
| ------------------------------------------------------------------- | --------------------------------------------------------------------- | ----------------------------------------------------------------------- |
| —                                                                   | —                                                                     | —                                                                       |

Bosnien und Herzegowina nahm bei den Olympischen Spielen 2008 in Peking zum fünften Mal an Olympischen Sommerspielen teil. Die Delegation umfasste fünf Athleten.

## Teilnehmer nach Sportart

### Judo
- Amel Mekić
Männer, bis 100 kg: im Viertelfinale des Hoffnungslaufs ausgeschieden

### Leichtathletik
- Hamza Alić
Kugelstoßen, Männer: 17. Platz
- Lucia Kimani
Marathon, Frauen: 42. Platz

### Schießen
- Männer: Nedžad Fazlija
Kleinkaliber liegend 50 Meter: 45. Platz
Kleinkaliber Dreistellungskampf 50 Meter: 43. Platz
Luftgewehr 10 Meter: 35. Platz

### Schwimmen
- Männer: Nedim Nišić
100 m Schmetterling: im Vorlauf ausgeschieden (64. Platz)